# Corona di microprismi
La corona di microprismi è uno strumento ottico utilizzato in fotografia per la messa a fuoco dell'immagine.
Generalmente viene posta intorno a un stigmometro.

## Funzionamento
Generalmente si usa per mettere a fuoco superfici piane monocromatiche dove lo stigmometro aiuta poco.
Quando le linee fra i prismi non sono più visibili il soggetto è a fuoco.